# Lista de episódios de Naruto Shippuden (5.ª temporada)
Esta é uma lista de episódios da quinta temporada de Naruto Shippuden. Foi exibida entre 9 de Abril de 2009 e 24 de setembro de 2009, compreendendo do episódio 103 ao 128. 
| # | Título | Estreia   |
| --- | --- | --------- |
| 103 | "A Barreira de Selamento de Quatro-Pontas" "結界四方封陣"                                                        | 9/4/2009  |
| (Filler) Três equipes são formadas para concluir a missão. | |           |
| 104 | "Quebrando o Elemento Cristal" "晶遁崩し"                                                                        | 9/4/2009  |
| (Filler) Shizune, Hinata, Ino e Sakura começam o selamento. Tobi observa a batalha de Konoha contra o Sanbi. Kiba, Akamaru, Lee e Tenten enfrentam os membros do Time Guren. | |           |
| 105 | "A Batalha sobre a Barreira" "結界攻防戦"                                                                        | 16/4/2009 |
| (Filler) Kabuto tenta quebrar o selo, tendo Yuukimaru de volta. | |           |
| 106 | "Camélia Vermelha" "赤い椿"                                                                                      | 23/4/2009 |
| (Filler) Naruto e Guren lutam contra o Sanbi novamente. Kabuto perde Yukimaru, que é resgatado pelo time Kurenai. | |           |
| 107 | "Estranhos Amigos" "呉越同舟"                                                                                    | 30/4/2009 |
| (Filler) Guren e Naruto vão parar dentro do estômago do Sanbi, tendo que enfrentar as defesas do Sanbi. Shizune, Kiba, Sai e Hinata procuram Naruto. | |           |
| 108 | "Diretrizes da Camélia" "椿の道標"                                                                               | 7/5/2009  |
| (Filler) Konoha enfrenta os membros do time Guren. Naruto e Guren saem do Sanbi. | |           |
| 109 | "O Contra-Ataque do Selo Amaldiçoado" "呪印の逆襲"                                                               | 14/5/2009 |
| (Filler) Yuukimaru é mandado até um local seguro. Os times 7, 8, 9, 10 e o time Guren lutam pelo Sanbi. | |           |
| 110 | "Memórias de Culpa" "罪の記憶"                                                                                   | 21/5/2009 |
| (Filler) Guren resgata Yuukimaru, e ela começa a enfrentar Rinji. É revelado que Rinji é Kabuto disfarçado. | |           |
| 111 | "Promessa Quebrada" "砕かれた約束"                                                                               | 28/5/2009 |
| (Filler) Tobi e Deidara se preparam para capturar o Sanbi. Kabuto explica que Orochimaru queria o Sanbi para se preparar para a próxima guerra ninja. Guren aparentemente está morta (mas não está). | |           |
| 112 | "Um Lugar para Retornar" "帰るべき場所"                                                                          | 4/6/2009  |
| (Semi-Filler) Gozu resgata Yuukimaru e Guren. Yuukimaru não controla mais o Sanbi. Tsunade manda alguns membros da ANBU ficarem de olho no Sanbi. Guren e Yuukimaru ficam juntos. As equipes Gai, Kakashi e Kurenai voltam para Konoha. Tobi e Deidara capturam o Sanbi. | |           |
| 113 | "O Pupilo da Serpente" "大蛇の瞳孔"                                                                              | 11/6/2009 |
| Enquanto Kabuto sai para preparar um remédio mais forte para seu mestre, Sasuke entra no quarto e ataca Orochimaru. Ameaçado, este lança-se para fora do corpo, revelando sua verdadeira forma: uma cobra de escamas brancas que na verdade são cobras. Sasuke explica que consentia em entregar seu corpo, se isto o levasse a alcançar seu objetivo, mas percebeu que Orochimaru apenas queria o Sharingan, e que este agora é mais fraco que ele. Mostra conhecer que Orochimaru vem há tempos tentando obter o Sharingan: quando não conseguiu com Itachi, foi pegar outro membro do clã, menos experiente. Diz que a cobra, ao tentar pegar o filhote no ninho, tornou-se presa de um falcão. | |           |
| 114 | "O Olho do Falcão" "鷹の瞳"                                                                                      | 18/6/2009 |
| É mostrada a história de Orochimaru. Sasuke mata Orochimaru, tomando para si tudo que ele sabia. | |           |
| 115 | "A Espada de Zabuza" "再不斬大刀"                                                                                | 25/6/2009 |
| (Semi-Filler) Sasuke resgata Suigetsu e o acompanha na jornada para tomar a Zambatou. Aproveita a oportunidade e testa seus poderes. | |           |
| 116 | "A Guardiã da Prisão de Ferro" "鉄壁の番人"                                                                      | 2/7/2009  |
| Karin integra a equipe que Sasuke está montando. | |           |
| 117 | "Juugo do Esconderijo do Norte" "北アジトの重吾"                                                                 | 9/7/2009  |
| Suigetsu, Karin e Sasuke encontram Juugo, e oconvidam para entrar na equipe Hebi. Eles lutam. | |           |
| 118 | "Formação!" "結成！"                                                                                             | 23/7/2009 |
| Juugo aceita entrar na equipe, contanto com que Sasuke controle sua sede de matança. | |           |
| 119 | "Crônicas do Kakashi - A Vida de um Garoto no Campo de Batalha - Parte 1" "カカシ外伝～戦場のボーイズライフ～は" | 30/7/2009 |
| (Gaiden) Especial do passado de Kakashi. | |           |
| 120 | "Crônicas do Kakashi - A Vida de um Garoto no Campo de Batalha - Parte 2" "カカシ外伝～戦場のボーイズライフ～は" | 30/7/2009 |
| (Gaiden) Especial do passado de Kakashi. Mostra como Kakashi ganhou seu Sharingan. | |           |
| 121 | "Reunião" "動き出すものたち」"                                                                                   | 6/8/2009  |
| Itachi e Kisame capturam o Yonbi, e a Akatsuki faz uma reunião. A equipe Hebi procura por Itachi. | |           |
| 122 | "A Caçada" "探索"                                                                                                | 13/8/2009 |
| As equipes Kakashi e Kurenai se espalham por Konoha procurando por Sasuke e Itachi. Sasuke e Deidara se encontram.Kabuto dá a Naruto um bingobook da Akatsuki. | |           |
| 123 | "Choque!" "激突！"                                                                                               | 20/8/2009 |
| Sasuke e Deidara lutam. | |           |
| 124 | "Arte" "芸術" | 27/8/2009 |
| Sasuke e Deidara continuam lutando. | |           |
| 125 | "Desaparecimento" "消失"                                                                                         | 3/9/2009  |
| Deidara usa a sua técnica final, o C0. Todos acham que Tobi morreu. Sasuke sobrevive, após Suigetsu Invocar invocar Manda. | |           |
| 126 | "Crepúsculo" "黄昏"                                                                                              | 10/9/2009 |
| Pein e Konan reencontram uma figura misteriosa, que logo após se descobre que é Tobi, sem nenhum arranhão. Ele promove uma reunião com os dois. | |           |
| 127 | "A Lenda de Um Ninja Determinado: As Crônicas Ninjas de Jiraiya - Parte 1" "ド根性忍伝～自来也忍法帖～前編"      | 24/9/2009 |
| (Gaiden) Especial do passado de Jiraya. | |           |
| 128 | "A Lenda de Um Ninja Determinado: As Crônicas Ninjas de Jiraiya - Parte 2" "ド根性忍伝～自来也忍法帖～後編"      | 24/9/2009 |
| (Gaiden) Especial do passado de Jiraya. Como ele conheceu Nagato, Konan e Yahiko. | |           |